# زبان اشاره استونیایی
زبان اشاره استونیایی، زبان اشاره‌ای است که توسط ناشنوایان و کم شنوایان در استونی استفاده می‌شود.